# Notiphila bivittata
Notiphila bivittata är en tvåvingeart som beskrevs av Timothy M. Cogan 1968. Notiphila bivittata ingår i släktet Notiphila och familjen vattenflugor. Inga underarter finns listade i Catalogue of Life.